# Obłudzin
Obłudzin – wieś sołecka w Polsce położona w województwie mazowieckim, w powiecie makowskim, w gminie Płoniawy-Bramura. Leży nad Orzycem.
Wieś szlachecka Obłudzino położona była w drugiej połowie XVI wieku w powiecie makowskim ziemi różańskiej. W latach 1975–1998 miejscowość administracyjnie należała do województwa ostrołęckiego.